# Allan Stig Rasmussen
Pour les articles homonymes, voir Rasmussen.
Allan Stig Rasmussen est un joueur d'échecs danois né le 20 novembre 1983 à Aarhus.

## Biographie et carrière
Grand maître international depuis 2009, Allan Stig Rasmussen a remporté quatre fois le championnat du Danemark (en 2010, 2011, 2014 et 2010).
Allan Stig Rasmussen a représenté le Danemark lors de cinq olympiades consécutives de 2008 à 2016. Il fut le premier échiquier de l'équipe danoise lors des championnats d'Europe par équipes nationales de 2017.
En mai 2019, il remporta l'open de Palma de Marjorque avec 8 points sur 9. En juin 2019, il finit deuxième ex æquo de l'Open Xtracon de Copenhague avec 8 points sur 10.